# 200 mètres brasse aux Jeux olympiques de 1908
Navigation
Stockholm 1912
L'épreuve de 200 m brasse hommes des Jeux olympiques de 1908 a eu lieu du 15 juillet 1908 au 18 juillet 1908 au White City Stadium de Londres.
La piscine, longue de 100 mètres et large de 50 pieds (soit une quinzaine de mètres), est creusée au milieu du stade de White City, construit pour les Jeux et où se déroule aussi la majeure partie des épreuves sportives. Il y eut 35 inscrits et 27 partants au 200 mètres brasse,. La course est dominée par le nageur britannique Frederick Holman.

## Séries
| Série | Rang  | Pays | Nom                             | Temps        | Qualification         |
| ----- | ----- | ---- | ------------------------------- | ------------ | --------------------- |
| 1     | 1     |      | Frederick Holman                | 3 min 10 s 6 | Q                     |
| 5     | 1     |      | William Robinson                | 3 min 13 s   | Q                     |
| 4     | 1     |      | Ödön Toldi                      | 3 min 14 s 4 | Q                     |
| 4     | 2     |      | Pontus Hansson                  | 3 min 15 s   | q (meilleur deuxième) |
| 7     | 1     |      | Félicien Courbet                | 3 min 16 s 4 | Q                     |
| 3     | 1     |      | Erich Seidel (en)               | 3 min 17 s 2 | Q                     |
| 2     | 1     |      | Wilhelm Persson (en)            | 3 min 17 s 6 | Q                     |
| 1     | 2     |      | Richard Rösler (en)             | 3 min 18 s   |                       |
| 2     | 2     |      | András Baronyi                  | 3 min 18 s   |                       |
| 7     | 2     |      | Percy Courtman                  | 3 min 18 s 4 |                       |
| 3     | 2     |      | Hjalmar Johansson               | 3 min 21 s 2 |                       |
| 6     | 1     |      | József Fabinyi (en)             | 3 min 23 s 4 | Q                     |
| 6     | 2     |      | Torsten Kumfeldt                | 3 min 24 s 6 |                       |
| 5     | 2     |      | Per Fjästad                     | 3 min 31 s 4 |                       |
| 1     | 3     |      | Max Gumpel                      | non connu    |                       |
| 2     | 3     |      | Augustus Goessling (en)         | non connu    |                       |
| 2     | n. c. |      | Herman Cederberg                | abandon      |                       |
| 2     | n. c. |      | Frederick Naylor (en)           | abandon      |                       |
| 3     | 3     |      | Arthur Davies (en)              | non connu    |                       |
| 3     | 4     |      | Pierre Strauwen (en)            | non connu    |                       |
| 4     | 3     |      | Sydney Gooday (en)              | non connu    |                       |
| 4     | 4     |      | Amilcare Beretta (en)           | non connu    |                       |
| 5     | 3     |      | John Henriksson (en)            | non connu    |                       |
| 5     | n. c. |      | Edward Cooke                    | abandon      |                       |
| 6     | 3     |      | Harald Klem (en)                | non connu    |                       |
| 6     | n. c. |      | Hugo Jonsson (en)               | abandon      |                       |
| 7     | 3     |      | Carl Adolf "Ale" Andersson (en) | non connu    |                       |

Les sept séries se déroulèrent le mercredi 15 juillet à 14 h 30. Étaient qualifiés le vainqueur de chaque série et le plus rapide des deuxièmes.
Moins de forfaits pour cette épreuve que pour celles de nage libre : les Allemands Brack et Zacharias, l'Américain Gossnel, les Français Bourdon, Frick et Petit, le Hongrois Vaczi (ou Waizmer) et l'Italien Negri.
La première série fut remportée par le Britannique Frederick Holman en 3 min 10 s 6. Il mena de bout en bout, distançant peu à peu l'Allemand Richard Rösler, d'un peu plus d'un mètre aux cinquante mètres ; de près de deux mètres au virage (en 1 min 31 s) ; de quatre mètres au 150 mètres. Rosler termina en 3 min 18 s. Le Suédois Max Gumpel arriva avec plus de dix mètres de retard sur les premiers,,.
Cinq nageurs prirent le départ de la deuxième série : le Hongrois András Baronyi, le Finlandais Herman Cederberg, l'Américain Augustus Goessling, le Suédois Wilhelm Persson et le Britannique Frederick Naylor. Baronyi se détacha dans les premiers cinquante mètres mais fut rejoint au virage par l'Américain Goessling et le nageur suédois Persson. Ce dernier avait pris aux 150 mètres un peu plus d'un mètre au Hongrois tandis que Goessling accusait lui aussi un mètre de retard sur le second. Le nageur hongrois produisit son effort pour tenter d'arracher la victoire, mais Wilhelm Persson remporta la série en 3 min 17 s 6 devant András Baronyi en 3 min 18 s. Cederberg et Naylor abandonnèrent pendant l'épreuve,,.
Dans la troisième série, le classement resta inchangé tout au long de la course : le nageur allemand Erich Seidel en tête, suivi du Suédois Hjalmar Johansson puis du Britannique Arthur Davies et enfin du Belge Pierre Strauwen. Erich Seidel l'emporta en 3 min 17 s 2, Johansson finissant en 3 min 21 s 2 tandis que Davies accusait dix mètres de retard,,.
La quatrième série fut âprement disputée entre le très jeune Hongrois Ödön Toldi (3 min 14 s 4) et le Suédois Pontus Hansson (3 min 15 s) ; le Britannique Sydney Gooday prenant la troisième place et l'Italien Amilcare Beretta la quatrième et dernière. Hansson mena la première longueur, passant légèrement en tête (50 centimètres) au virage devant Toldi. Celui-ci fournit alors son effort et remonta au niveau de son adversaire au 150 mètres. Les deux hommes furent au coude-à-coude jusqu'au mur. Cette performance valut au Suédois Hansson d'être qualifié au titre du meilleur deuxième,,.
L'Australasien Edward Cooke abandonna dans la première longueur de la cinquième série. Le Britannique William Robinson vira en tête en 1 min 31 s 2, devançant jusqu'à la victoire, avec le deuxième meilleur temps des séries en 3 min 13 s, le Suédois Per Fjästad (3 min 31 s 4) et le Finlandais John Henriksson,,.
La sixième série revint au Hongrois József Fabinyi (3 min 23 s 4) devant le Suédois Torsten Kumfeldt (3 min 24 s 6). Le Danois Harald Klem se classa troisième tandis que le Finlandais Hugo Jonsson avait abandonné aux 70 mètres. Klem mena pourtant la première longueur. Il fut dépassé d'abord par Kumfeldt puis par Fabinyi qui accéléra dans le dernier quart pour toucher en tête,,.
La septième et dernière série fut facilement remportée par le Belge Félicien Courbet en 3 min 16 s 4. Le deuxième, le Britannique Percy Courtman finit en 3 min 18 s 4 ; le nageur suédois Carl Adolf "Ale" Andersson fermant la marche,,.

## Demi-finales
| Série | Rang | Pays | Nom                  | Temps        | Qualification |
| ----- | ---- | ---- | -------------------- | ------------ | ------------- |
| 1     | 1    |      | Frederick Holman     | 3 min 10 s   | Q             |
| 1     | 2    |      | Ödön Toldi           | 3 min 16 s 4 | Q             |
| 1     | 3    |      | Erich Seidel (en)    | non connu    |               |
| 1     | 4    |      | József Fabinyi (en)  | non connu    |               |
| 2     | 1    |      | William Robinson     | 3 min 11 s 8 | Q             |
| 2     | 2    |      | Pontus Hansson       | 3 min 13 s   | Q             |
| 2     | 3    |      | Wilhelm Persson (en) | non connu    |               |
| 2     | 4    |      | Félicien Courbet     | non connu    |               |

Les demi-finales eurent lieu le jeudi 16 juillet à 14 h 30.
Dans la première demi-finale s'affrontèrent le Britannique Frederick Holman, l'Allemand Erich Seidel et les Hongrois József Fabinyi et Ödön Toldi. Ce dernier prit la tête dans la première longueur. Il fut rejoint au virage par Frederick Holman. Les deux hommes virèrent en 1 min 27 s. Le Britannique se détacha peu à peu, devançant d'un peu plus de deux mètres Toldi avec Seidel encore un mètre derrière. Les deux places qualificatives furent prises par Frederick Holman (3 min 10 s) et Ödön Toldi (3 min 16 s 4) devant Seidel puis Fabinyi,,.

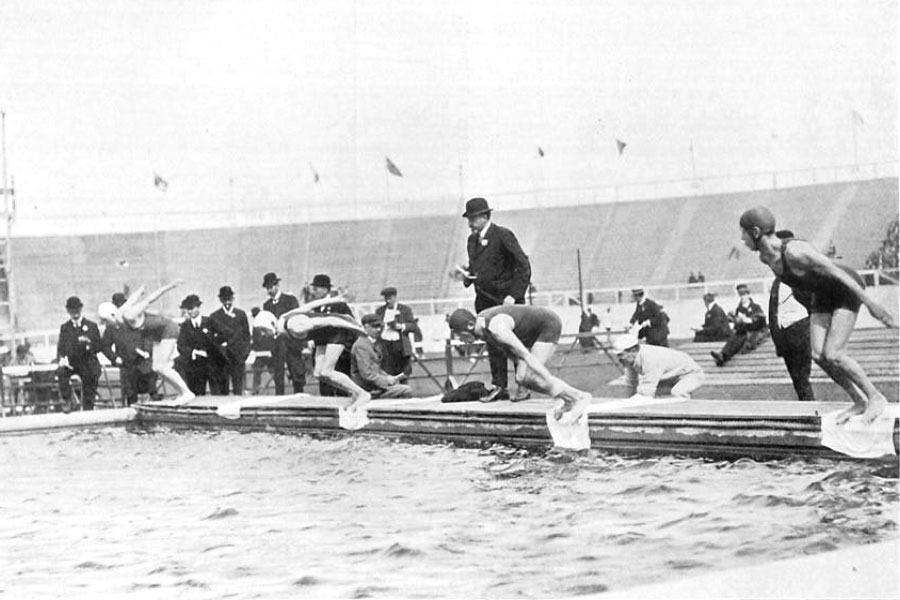
Départ de la finale du 200 mètres brasse.

La seconde demi-finale revint au Britannique William Robinson en 3 min 11 s 8 devant le Suédois Pontus Hansson en 3 min 13 s. Son compatriote Wilhelm Persson termina troisième et le Belge Félicien Courbet quatrième. Pourtant, ce dernier prit d'abord la tête, mais fut repris rapidement par Hansson qui menait aux cinquante mètres. Le Britannique profita d'un passage à vide d'Hansson pour virer en tête en 1 min 28 s 2, devant les deux Suédois Hansson puis Persson. Robinson vit revenir Hansson, tout proche aux 150 mètres mais réussit à résister pour toucher en tête,,.

## Finale
| Série | Rang | Pays | Nom              | Temps        |        |
| ----- | ---- | ---- | ---------------- | ------------ | ------ |
| 1     | 1    |      | Frederick Holman | 3 min 9 s 2  | RM, RO |
| 1     | 2    |      | William Robinson | 3 min 12 s 8 |        |
| 1     | 3    |      | Pontus Hansson   | 3 min 14 s 6 |        |
| 1     | 4    |      | Ödön Toldi       | 3 min 15 s 2 |        |

La finale se déroula le samedi 18 juillet à 14 h 30.
Deux Britanniques, Frederick Holman, 25 ans, venu d'Exeter et William Robinson, 38 ans, de Liverpool affrontaient le capitaine de l'équipe suédoise de water-polo Pontus Hansson et le Hongrois Ödön Toldi. Hansson prit le meilleur départ. Au milieu de la première longueur, il devançait Robinson de deux mètres, Toldi de trois mètres, tandis que Holman fermait la marche. Robinson accéléra alors pour remonter au niveau du Suédois. Les deux hommes virèrent en 1 min 30 s. Holman allongea sa nage et, tout en puissance, remonta ses adversaires. Aux 150 mètres, il était à la deuxième place derrière son compatriote Robinson. Il le passa dans les derniers vingt-cinq mètres tandis que Hansson essayait vainement de refaire son retard. Frederick Holman, lors des qualifications britanniques qui s'étaient tenues en juin, dans ce même bassin du White Stadium, avait réalisé le meilleur temps. Il avait alors décidé de se concentrer uniquement sur cette épreuve du 200 mètres brasse aux Jeux. Il remporta la course en 3 min 9 s 2, devant son compatriote Robinson en 3 min 12 s 8, puis le Suédois Hansson en 3 min 14 s 6 et enfin le Hongrois Toldi en 3 min 15 s 2,,.